# Full House (serie televisiva)
Full House (hangeul: 풀하우스, latinizzazione riveduta: Pul Ha-useu) è una serie televisiva sudcoreana trasmessa su KBS2 dal 14 luglio al 4 settembre 2004. È basata sul manhwa omonimo di Won Soo-yeon.

## Trama
Han Ji-eun, aspirante sceneggiatrice, vive in una casa chiamata "Full House" costruita dal padre defunto. Un giorno, i suoi due migliori amici le fanno credere di aver vinto una vacanza gratis e, mentre lei è via, vendono la casa. Al suo ritorno, Ji-eun scopre che la casa è stata ceduta al famoso attore Lee Young-jae, che lei ha incontrato sull'aereo e con il quale ha fatto amicizia. Nonostante non vadano molto d'accordo perché lei è disordinata e lui pulito e con un brutto carattere, accettano di vivere insieme. All'inizio, Ji-eun lavora come sua domestica per riscattare la casa, ma, a causa del desiderio di Young-jae di far ingelosire l'amore della sua vita, Kang Hye-won, si sposano, stipulando un contratto secondo il quale il matrimonio durerà solo sei mesi. Durante questo periodo, però, Ji-eun e Young-jae s'innamorano.

## Personaggi
- Han Ji-eun, interpretata da Song Hye-kyo
Ottimista e allegra, leale nei confronti dei propri amici, nonostante sia ingenua e poco intelligente, ha buon cuore e ce la mette tutta per realizzare il suo sogno di diventare sceneggiatrice.
- Lee Young-jae, interpretato da Rain
Un famoso attore, è piuttosto scontroso e ha una cotta per l'amica d'infanzia Kang Hye-won.
- Kang Hye-won, interpretata da Han Eun-jung
Amica di Young-jae, che conosce fin da quando erano piccoli, lavora come stilista e disegna la maggior parte dei vestiti di Young-jae. Ricca e attraente, è molto corteggiata, ma ama da sempre Yoo Min-hyuk.
- Yoo Min-hyuk, interpretato da Kim Sung-soo
Intelligente, ricco e distinto, è un amico di Young-jae ed è innamorato di Ji-eun.
- Signor Lee, interpretato da Jang Yong
Il padre di Young-jae, un medico.
- Signora Kim, interpretata da Sunwoo Eun-sook
La madre di Young-jae.
- Nonna di Young-jae, interpretata da Kim Ji-young
- Yang Hee-jin, interpretata da Lee Young-eun
La migliore amica di Ji-eun.
- Shin Dong-wook, interpretato da Kang Do-han
Il miglior amico di Ji-eun e marito di Hee-jin.
- Dae Pyo, interpretata da Im Ye-jin
La manager di Young-jae.

## Ascolti
| Episodio | Data di trasmissione | Dati TNMS |
| -------- | -------------------- | --------- |
| 1        | 14 luglio 2004       | 21,0%     |
| 2        | 15 luglio 2004       | 22,2%     |
| 3        | 21 luglio 2004       | 26,6%     |
| 4        | 22 luglio 2004       | 29,1%     |
| 5        | 28 luglio 2004       | 29,9%     |
| 6        | 29 luglio 2004       | 31,7%     |
| 7        | 4 agosto 2004        | 31,6%     |
| 8        | 5 agosto 2004        | 33,0%     |
| 9        | 11 agosto 2004       | 34,0%     |
| 10       | 12 agosto 2004       | 36,3%     |
| 11       | 18 agosto 2004       | 32,6%     |
| 12       | 19 agosto 2004       | 38,4%     |
| 13       | 25 agosto 2004       | 35,1%     |
| 14       | 26 agosto 2004       | 34,8%     |
| 15       | 1 settembre 2004     | 37,5%     |
| 16       | 2 settembre 2004     | 40,2%     |
| Media    | Media                | 32,1%     |

## Colonna sonora
1. Full House
2. Fate (운명) – WHY
3. Forever
4. I Think I – Byul
5. Poem (시)
6. The End of Being Friends (친구란 말) – Noel
7. Fate (Full Slow Inst.) (운명)
8. Blue Hills
9. Fate (Slow Ver.) (운명)
10. I Think I Love You (Guitar Inst.)
11. Love Bloomed Late (Too Late) (늦게 핀 사랑 (Too Late)) – G-Soul
12. Forever – WHY
13. Fate (Semi Slow Inst.) (운명)
14. Love at the Gate
15. I'm Thankful (고마워할게요) – Byul
16. Love Bloomed Late (Too Late) - Violin Inst. (늦게 핀 사랑 (Too Late) - Violin Inst.)
17. Amazing Love
18. Paradiso
19. Fate (Inst.) (운명)
20. The First Time in the First Place (처음 그 자리에) – Lee Boram
21. Title Shuffle (Humming) (타이틀셔플 (허밍))
22. Shalalla (Humming) (샤랄라 (허밍))

## Riconoscimenti
| Anno | Premio                 | Categoria                               | Ricevente           | Risultato       |
| ---- | ---------------------- | --------------------------------------- | ------------------- | --------------- |
| 2004 | KBS Drama Awards       | Premio alla massima eccellenza, attrice | Song Hye-kyo        | Vincitore/trice |
| 2004 | KBS Drama Awards       | Premio all'eccellenza, attore           | Rain                | Vincitore/trice |
| 2004 | KBS Drama Awards       | Premio popolarità, attrice              | Song Hye-kyo        | Vincitore/trice |
| 2004 | KBS Drama Awards       | Premio popolarità, attore               | Rain                | Vincitore/trice |
| 2004 | KBS Drama Awards       | Miglior coppia                          | Song Hye-kyo e Rain | Vincitore/trice |
| 2005 | TVB Anniversary Awards | Miglior programma straniero             |                     | Candidato/a     |